# 陈一乐
陈一乐（2002年1月5日—）出生于江西省赣州石城，是一名中国女子体操队运动员。

## 个人经历
2017年9月5日，陈一乐以56.434分的成绩获得全国运动会女子全能冠军。全运会结束后不久，她又在日本国际少年体操邀请赛上，夺得一枚金牌和一枚铜牌。
2018年8月21日，陈一乐在雅加达亚运会体操女子团体资格赛暨个人全能决赛中以55.95分的成绩夺冠。